# Origine
Origine war eine multinationale Künstlervereinigung, die 1960 in Luxemburg von Franco Prete, Herrad Prete, Arnaldo Ferragni und Edmond Dune gegründet wurde. Ziel der Vereinigung war die Förderung des kulturellen Austauschs französischer, belgischer und italienischer Lyrik und Kunst. Von 1960 bis 2008 wurden zahlreiche Werke der namhaftesten Lyriker Italiens, Frankreichs und Belgiens in Kollektionen, Anthologien, Einzel- und Kollektivausgaben sowie in Literaturrevuen im eigenen, gleichnamigen Verlag veröffentlicht. Publiziert wurden Texte von 155 Autoren unter Beteiligung von 17 Übersetzern; 35 Grafiker illustrierten die Ausgaben ihrer Werke.

## Werke
- Origine – Französisch-italienische Literaturrevue. Sieben Ausgaben (1966–1968)
- Le verger – Sammlung von 25 zweisprachigen italienisch-französischen Ausgaben (1967–1975)
- Origine – La Dryade – 12 Gemeinschaftsausgaben (1971–1980)
- Origine – Rivista di poesia – 6 Ausgaben (1975–1977)
- Poètes d’Origine – 9 Ausgaben (1978–1984)
- I taccuini di Origine – Erste Serie: 18 Ausgaben (1977–1984)
- I taccuini di Origine – Zweite Serie: 14 Ausgaben (1994–2000)
- Les feuillets – 3 Ausgaben (1995–2008)
- Aux amis disparus – 3 Ausgaben (1999–2002)[1]

## Mitglieder

### Schriftsteller
- Adonis
- Elio Filippo Accrocca
- Gaetano Arcangeli
- Horacio Armani
- Giorgio Bárberi-Squarotti
- Elio Bartolini
- Pierre Béarn
- Stefano Bekatoros
- Luc Bérimont
- Roger Bertemes
- Daniel Biga
- Piero Bigongiari
- Pierre-Albert Birot
- Micheline Boland
- Jacques Borel
- Charles Bourgeois
- Guy-Michel Brandtner
- Jean Berton
- Franc Bronzat
- Roger Brucher
- Gesualdo Bufalino
- Franco Cacciatore
- Roberto Cantini
- Giorgio Caproni
- Domenico Cara
- Antonia Carosella
- Bartolo Cattafi
- Pierre Chabert
- Paul Chamberland
- Hélène Champroux
- René Char
- Andrée Chedid
- Pietro Chimatti
- Carlo-Felice Colucci
- Lucia Corteggiani
- Margherita Dalmati
- Luc Degaunes
- Michel Deguy
- Dino del Bo
- Carlo della Corte
- Libero de Libero
- André Dhôtel
- Manfredo di Biasio
- Sergio di Cori
- André Doms
- Georges Drano
- Luciano Erba
- Ferdinando Falco
- Ugo Fasolo
- Giovanni Ferri
- Jean Follain
- Luigi Fontanella
- Lauro Galzinia
- Juan Garcia
- Philippe Gardy
- Alfonso Gatto
- Giorgio Gheralis
- Nicola Ghiglione
- Renate Giambene
- Denise Grappe
- Massino Grillandi
- Léon-Gabriel Gros
- Margherita Guidacci
- Robert Guiette
- Eugène Guillevic
- Guy Heitz
- Jacques Izoard
- Franz Hellens
- Christian Hubin
- Ruggero Jacobbi
- Francesco Jengo
- Philippe Jones
- Anne-Marie Kegels
- Paol Keineg
- Jean Kieffer
- Nic Klecker
- Robert Lafont
- Gilbert Langevin
- Francesco Lazzarini
- Gérard le Gouic
- Yvon le Men
- Paolo Leoncini
- Charles Le Quintrec
- Bruno Lucrezi
- Luciano Luisi
- Mario Luzi
- Claire Anne Magnès
- Pierre Matthias
- Francesco-Paolo Memmo
- René Ménard
- Campo Paulo Mendes
- Serge Meurant
- Pierre Michel
- André Miguel
- Armand Monjo
- José-Paulo Moreira de Fonseca
- Luigi Mormino
- Angelo Mundula
- Paul Neuhuys
- Salvatore Oliva
- Alberto Ongaro
- Elio Pagliarani
- Anna-Rosa Pannaccione
- Giancarlo Pandini
- Pierre-Maria Pasinetti
- Franca Patacchini
- Arthur Praillet
- Giacomo Prampolini
- Franco Prete
- Jeanpyer Poels
- Jacques Rancourt
- Ugo Reale
- Jòrgi Reboul
- Jacques Réda
- Sylvie Reff
- Annie Reniers
- Roland Reutenauer
- Angelo Ricciardi
- Nelo Risi
- Yannis Ritsos
- Tiziano Rizzo
- Rosalina Roche
- Fernanda Romagnoli
- Robert Sabatier
- Alberico Sala
- Getano Salveti
- Tino Sangiglio
- Jean-Luc Sauvaigo
- Jean-Claude Schneider
- Joseph-Paul Schneider
- Louis Scoutenaire
- Vittorio Sereni
- Achille Serrao
- Giorgio Simonotti-Manacorda
- Leonardo Sinisgalli
- Maria-Luisa Spaziani
- Georges Spenale
- Mario Stefani
- Giorgio Stoiannidis
- Henri Silvestre
- Francesco Tentori
- Francis Tessa
- Antonino Uccello
- Jean Vagne
- Francesco Vagni
- Alvaro Valentini
- Diego Valeri
- Giorgio Vigolo
- Cesare Vivaldi
- Robert Vivier
- Fernand Verhesen
- Jean Vodaine
- Jean-Claude Walter
- Conrad Winter
- Andrea Zanzotto

### Künstler
- Assadour
- Sergio Asteriti
- Corrado Balest
- Roberto Bellucci
- Roger Bertemes
- Aldo Colò
- Sereno Cordani
- Michele Cutaia
- G. B. de Andreis
- Giorgio de Chirico
- Delcol
- Joxe de Micheli
- Edmond Dune
- Domenico Faro
- Fraco Francese
- Franco Gentilini
- André Haagen
- Liliane Heidelberger
- Camille Hirtz
- Franz Kinnen
- Felice Ludovisi
- Robert Maggiani
- Egisto Naponi
- Giovanni Omiccioli
- Pietro Parigi
- Armando Pizzinato
- Carlos Pradal
- Herrad Prete
- Jorge Perez-Roman
- Emilio Scanavino
- Lydia Schöller
- Gaetano Tranchino
- Jean Vodaine
- René Vuibert
- Carlo Zannerio

### Übersetzer
- Lucie Albertini
- Harold M. Barnes
- André Doms
- Edmond Dune
- Ileana Ferragni-Gialdi
- Dominique Ferrari
- Eugène Guillevic
- Ruggero Jacobbi
- Jacques Michaut-Paternò
- Luigi Mormino
- Salvatore Oliva
- Freddy Pansini
- Arthur Praillet
- Franco Prete
- Maria Ranghino
- Jacques Réda
- Sangiglio Tino